# 汎理神論
汎理神論（はんりしんろん、pandeismまたはpan-deism）は18世紀に初めて述べられた神学的な教義であり、それは理神論的側面と汎神論的側面とを組み合わせたものである。それは、創造神が世界になり（汎神論）、独立しながら意識を持つ自存者として存在することをやめたということである（理神論では「神は創造後、世界に干渉しない」とされる）。汎理神論は次のように説明されることがある。すなわち、理神論に関して神が世界を創造をしたのに世界を見捨てたように見える理由であるように、そして、汎神論に関して世界の起源と目的であるように、である。
Pandeismという語は、pantheism（汎神論）とdeism（理神論）をそれぞれ語根とした混種語で、ギリシア語で「全て」（≒汎）を意味する『πᾶν』（pan）とラテン語で「神」を意味する『deus』との組み合わせより成る。今日の意味で初めて使われたのは、おそらく1859年のモーリッツ・ラーツァルスとハイマン・シュタインタールによるものである。